# Calanna
Ne doit pas être confondu avec Capanna, Campana (homonymie) ou Cavanna (homonymie).
Calanna est une commune italienne de la province de Reggio de Calabre, dans la région Calabre.

## Administration
| Période                                  | Période | Identité | Étiquette | Qualité |
| ---------------------------------------- | ------- | -------- | --------- | ------- |
|                                          |         |          |           |         |
| Les données manquantes sont à compléter. |         |          |           |         |

### Communes limitrophes
Fiumara, Laganadi, San Roberto.